# 滎陽郡
荥阳郡，三国到隋朝的郡。

## 三國滎陽郡
三国时，曹魏正始三年（242年），分河南郡设置荥阳郡。不久废除，西晋重新设置。治所在荥阳县（今河南省荥阳市东北），相当于今河南省黄河以南的朱仙镇和荥阳之间，密县以北，和黄河以北的原阳县等地。北魏治所迁移到今荥阳市区，北齐改为成皋郡。

## 隋代滎陽郡
隋朝大业年间，一度将郑州改为荥阳郡。户十六万九百六十四，下领十一县：管城县、汜水县、荥泽县、原武县、阳武县、圃田县、浚仪县、酸枣县、新郑县、荥阳县、开封县。

## 唐代滎陽郡
唐高祖武德四年（621年）改荥阳郡为郑州，唐玄宗天宝元年（742年），郑州改为荥阳郡。唐肃宗乾元元年（758年），荥阳郡改为郑州。
太守
- 陆景融（？—742年）
- 吴从众（742年—744年）
- 源洧（天宝年间）
- 郑远思（天宝年间）
- 赵冬曦（745年—747年）
- 崔无诐（754年—755年）
- 武令珣（755年）